# Speocera bioforestae
Espèce
Speocera bioforestae est une espèce d'araignées aranéomorphes de la famille des Ochyroceratidae.

## Distribution
Cette espèce est endémique de la province de Pichincha en Équateur,. Elle se rencontre à La Unión del Toachi entre 780 et 1 800 m d'altitude.

## Description
Le mâle holotype mesure 0,7 mm et la femelle paratype 0,7 mm.

## Étymologie
Cette espèce est nommée en l'honneur de l'association italienne Bioforest.

## Publication originale
- Dupérré, 2015 : Descriptions of twelve new species of ochyroceratids (Araneae, Ochyroceratidae) from mainland Ecuador. Zootaxa, no 3956(4), p. 451-475.